# Nazionale maschile di calcio a 5 della Croazia
La nazionale di calcio a 5 della Croazia è, in senso generale, una qualsiasi delle selezioni nazionali di Calcio a 5 della Hrvatski Nogometni Savez che rappresentano la Croazia nelle varie competizioni ufficiali o amichevoli riservate a squadre nazionali.

## Storia
Molto attiva sin dalla sua rifondazione, la nazionale croata ha partecipato a un solo campionato del mondo, il FIFA Futsal World Championship 2000, dove ha raggiunto il secondo turno dietro alla Russia, eliminando Costa Rica e Australia.
Ai campionati europei, la Croazia è stata presente nelle qualificazioni sin dalla prima edizione sperimentale del 1996 dove nel girone A giunse seconda dietro ai Paesi Bassi. Agli Europei di Spagna del 1999 è riuscita per la prima volta a partecipare alla fase finale dove è stata eliminata da Spagna e Paesi Bassi. La Croazia si è riqualificata anche per il successivo appuntamento in Russia nel 2001 ma è nuovamente stata eliminata al primo turno da Spagna e Ucraina.
Alle qualificazioni del 2003 la Croazia è rimasta fuori in favore della Repubblica Ceca, mentre due anni dopo è stata l'Ungheria ad estromettere i croati dalla fase finale. Nel 2007 infine la Croazia ha dovuto di nuovo cedere il passo alla Repubblica Ceca nonostante il vantaggio dell'organizzazione del girone di qualificazione a Spalato. Da aggiungere che nel 2006 ad Algarve, la nazionale croata è giunta seconda nel Mundialito dietro al Portogallo.

## Risultati nelle competizioni internazionali

### Coppa del Mondo
| Anno   | Luogo         | Piazzamento         | G  | V | N | P | GF | GS |
| ------ | ------------- | ------------------- | -- | - | - | - | -- | -- |
| 1989   | Paesi Bassi   | Parte di Jugoslavia | -  | - | - | - | -  | -  |
| 1992   | Hong Kong     | Non presente        | -  | - | - | - | -  | -  |
| 1996   | Spagna        | Non qualificata     | -  | - | - | - | -  | -  |
| 2000   | Guatemala     | 2º turno            | 6  | 3 | 0 | 3 | 18 | 15 |
| 2004   | Taipei cinese | Non qualificata     | -  | - | - | - | -  | -  |
| 2008   | Brasile       | Non qualificata     | -  | - | - | - | -  | -  |
| 2012   | Thailandia    | Non qualificata     | -  | - | - | - | -  | -  |
| 2016   | Colombia      | Non qualificata     | -  | - | - | - | -  | -  |
| 2021   | Lituania      | Non qualificata     | -  | - | - | - | -  | -  |
| 2024   | Uzbekistan    | Ottavi di finale    | 4  | 1 | 0 | 3 | 9  | 12 |
| Totale |               | 2/10                | 10 | 4 | 0 | 6 | 27 | 27 |

### Campionato europeo
| Anno   | Luogo       | Piazzamento      | G  | V | N | P  | GF | GS |
| ------ | ----------- | ---------------- | -- | - | - | -- | -- | -- |
| 1996   | Spagna      | Non qualificata  | -  | - | - | -  | -  | -  |
| 1999   | Spagna      | 1º turno         | 3  | 1 | 0 | 2  | 8  | 14 |
| 2001   | Russia      | 1º turno         | 3  | 1 | 0 | 2  | 2  | 9  |
| 2003   | Italia      | Non qualificata  | -  | - | - | -  | -  | -  |
| 2005   | Rep. Ceca   | Non qualificata  | -  | - | - | -  | -  | -  |
| 2007   | Portogallo  | Non qualificata  | -  | - | - | -  | -  | -  |
| 2010   | Ungheria    | Non qualificata  | -  | - | - | -  | -  | -  |
| 2012   | Croazia     | 4º posto         | 5  | 2 | 1 | 2  | 11 | 13 |
| 2014   | Belgio      | Quarti di finale | 3  | 0 | 2 | 1  | 7  | 8  |
| 2016   | Serbia      | 1º turno         | 2  | 0 | 1 | 1  | 4  | 6  |
| 2018   | Slovenia    | Non qualificata  | -  | - | - | -  | -  | -  |
| 2022   | Paesi Bassi | 1º turno         | 3  | 1 | 0 | 2  | 6  | 10 |
| Totale |             | 6/12             | 19 | 5 | 4 | 10 | 38 | 60 |

## Tutte le rose

### Campionato mondiale
Coppa del Mondo di calcio a 5 FIFA 20001 Tomislav Papeš, 2 Velimir Čarapina, 3 Edin Dervišagić, 4 Tomislav Gričar, 5 Mićo Martić, 6 Siniša Alebić, 7 Goran Eklić, 8 Nikola Tomičić, 9 Pjer Malvasija, 10 Robert Grdović, 11 Alen Delpont, 12 Božidar Butigan, 13 Mate Čuljak, 14 Alen Jukić, CT: Marijan Brnčić
Coppa del Mondo di calcio a 5 FIFA 20241 Zoran Primić, 2 Filip Bašković, 3 Kristian Čekol, 4 Duje Kustura, 5 Niko Vukmir, 6 Marko Kuraja, 7 Franko Jelovčić, 8 Dario Marinović, 9 Luka Perić, 10 Tihomir Novak, 11 Antonio Sekulić, 12 Josip Jurlina, 13 David Mataja, 14 Kristijan Postružin, CT: Marinko Mavrović

### Campionato europeo
Campionato europeo di calcio a 5 19991 Ivica Lemo, 2 Dean Delevski, 3 Goran Eklić, 4 Tomislav Gričar, 5 Mićo Martić, 6 Dinko Huskić, 7 Josip Palić, 8 Nikola Tomičić, 9 Pjer Malvasija, 10 Robertino Jelovčić, 11 Alen Delpont, 12 Željko Mijić, 13 Robert Grdović, 14 Boris Držanić, CT: Boris Durlen
Campionato europeo di calcio a 5 20011 Tomislav Papeš, 2 Ivica Gvozden, 3 Edin Derviščaušević, 4 Tomislav Gričar, 5 Mićo Martić, 6 Dinko Huskić, 7 Goran Eklić, 8 Nikola Tomičić, 9 Robert Karašić, 10 Robert Grdović, 11 Alen Delpont, 12 Božidar Butigan, 13 Mate Čuljak, 14 Alen Jukić, CT: Marijan Brnčić
Campionato europeo di calcio a 5 20121 Ivo Jukić, 2 Vedran Matošević, 3 Jakov Grcić, 4 Matija Đulvat, 5 Frane Despotović, 6 Saša Babić, 7 Franko Jelovčić, 8 Dario Marinović, 9 Duje Bajrušović, 10 Tihomir Novak, 11 Josip Suton, 12 Marin Stojkić, 13 Branko Laura, 14 Denis Mijatović, CT: Mato Stanković
Campionato europeo di calcio a 5 20141 Ivo Jukić, 2 Matija Capar, 3 Jakov Grcić, 4 Kristijan Grbeša, 5 Nikola Pavić, 6 Saša Babić, 7 Franko Jelovčić, 8 Dario Marinović, 9 Alen Protega, 10 Tihomir Novak, 11 Josip Suton, 12 Marin Stojkić, 13 Vedran Matošević, 14 Gordan Duvančić, CT: Mato Stanković
Campionato europeo di calcio a 5 20161 Ivo Jukić, 2 Vedran Matošević, 3 Jakov Grcić, 4 Kristijan Grbeša, 6 Saša Babić, 7 Franko Jelovčić, 8 Dario Marinović, 9 Andrej Pandurević, 10 Tihomir Novak, 11 Josip Suton, 14 Maro Đuraš, 15 Matej Horvat, 17 Željko Petrović, 20 Franko Bilić, CT: Mato Stanković
Campionato europeo di calcio a 5 20221 Žarko Luketin, 2 Vedran Matošević, 4 Davor Kanjuh, 6 Maro Đuraš, 7 Franko Jelovčić, 8 Dario Marinović, 10 Tihomir Novak, 11 Josip Suton, 13 Josip Jurlina, 14 Kristijan Postružin, 17 Kristian Čekol, 18 Matej Horvat, 19 Antonio Sekulić, 20 Zoran Primić, CT: Marinko Mavrović